# Бинду Субраманиам
Бинду Субраманиам (англ. Bindu Subramaniam) — индийско-американская певица, автор-исполнитель и пианистка. Дочь скрипача Лакшминараяна Субраманиама, падчерица болливудской закадровой певицы Кавиты Кришнамурти и сестра скрипача Амби Субраманиама. Начала выступать в возрасте 12 лет и играла с такими исполнителями как Эл Джерро, Джордж Дюк, Стэнли Кларк, Билли Кобэм, Ларри Корьелл, Эрни Уоттс, Корки Сигел, Мэттью Сантос, Пандит Джасрадж, М. Баламураликришна, Панкадж Удхас, Харихаран и Ремо Фернадес.
В 2011 году в Индии вышел её дебютный альбом и был номинирован на премию GiMA (индийский аналог «Грэмми») в номинации «Лучший поп-роковый альбом». В начале 2010 года она была участницей ансамбля, который также получил премию GiMA в номинации «Лучший фьюжн-альбом». Является постоянным участником Lakshminarayana Global Music Festival. Получила хорошие отзывы в Billboard World Song Contest и была финалистом конкурса Unisong International Song Contest.
В 2012 году была выбрана в качестве одной из 12 претендентов на премию Gen Next Achievers.